# Karthane
Die Karthane ist ein linker Nebenfluss der Stepenitz im Landkreis Prignitz.
Ihre Lauflänge beträgt 48 Kilometer, sie verfügt über Zuflüsse wie den Cederbach und eine Reihe von kleineren Bächen und Wiesengräben. Das Einzugsgebiet der Karthane umfasst 436,8 km².

## Name
Erstmals urkundlich erwähnt wird der Fluss im Jahr 1274 (supra karthanam). Die slawische Grundform dürfte *Kartana gelautet haben, das wohl von altpolabisch *kart- für 'kurz' abgeleitet ist (vgl. tschechisch krátký 'kurz'). Als Benennungsmotiv könnte die Länge im Vergleich zur Stepenitz gedient haben.

## Quellgebiet
Der Quellbereich der Karthane (Kehrberger Karthane) liegt im Gebiet nördlich von Klein Woltersdorf in der Gemeinde Groß Pankow, nahe der Ortslage Seefeld zwischen dem 128 Meter hohen Butterberg und dem 120 Meter hohen Wahrberg.

## Verlauf
Vom Quellgebiet fließt die Karthane, die mit der Stepenitz und Löcknitz zu den besterhaltenen Fließgewässersystemen in Brandenburg zählt, zunächst südlich, durch das Vehliner Luch und dann westlich durch die Teichlandschaft Plattenburg. Von dort schlängelt sie sich weiter leicht nordwestlich bis Bad Wilsnack, dort erreicht sie eine Höchstbreite von 10 Metern und eine Wassertiefe von 0,6–1,5 Meter. Die Karthane bildet in diesem Bereich Kolk genannte Vertiefungen im Kurvenbereich, in denen Karpfen Verstecke finden. Besonderheit ist das Vorkommen des Hasels, einer Fischart, die es in keinem anderen Gewässer der Prignitz gibt. Nördlich von Bad Wilsnack durchfließt die Karthane das nach ihr benannte Revier Karthan. In diesem FFH-Gebiet brüten unter anderem Seeadler (stark gefährdet), Schwarzstorch (vom Aussterben bedroht) und Kranich (gefährdet). Hinter Bad Wilsnack fließt die Karthane in weiten Bögen erst in südlicher und dann in nordwestlicher Richtung weiter durch die Elbtalaue, hier erreicht sie 18 bis 25 Meter Breite, wenige Kilometer vor der Mündung gibt es nahe der Ortschaft Klein Lüben einen etwa 800 Meter langen und 70 Meter breiten Bereich, der Breite Karthane genannt wird.

## Mündung

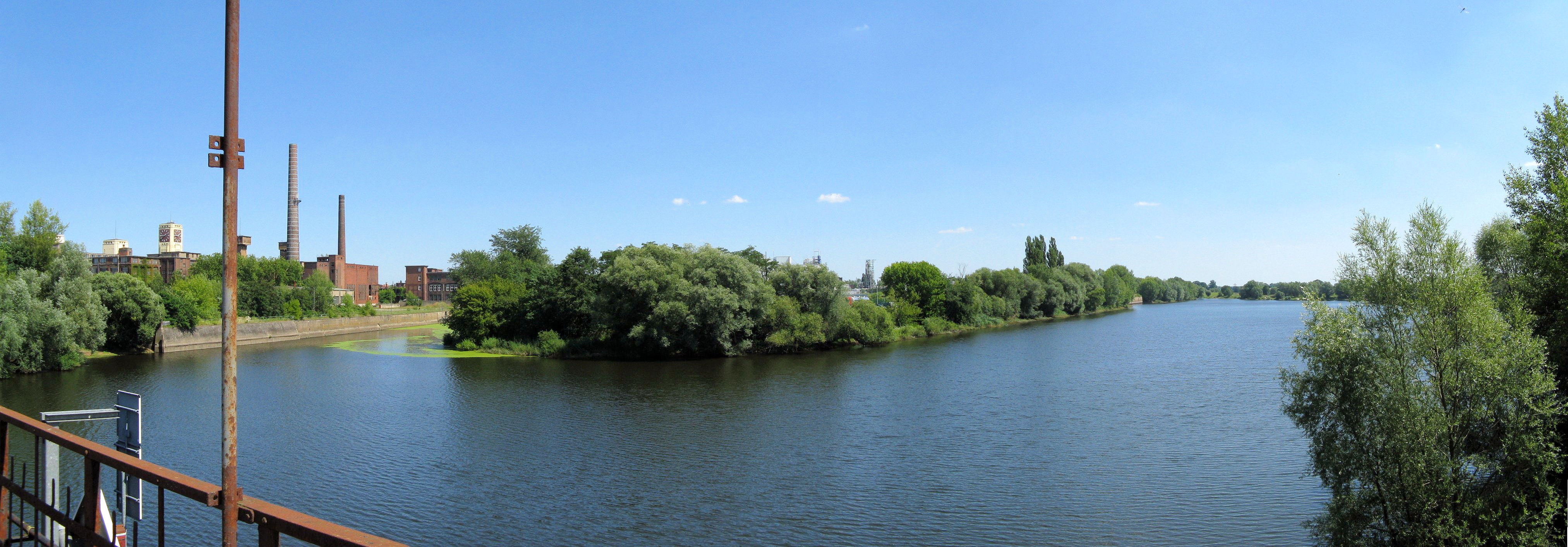
Zusammenfluss von Stepenitz (links) und Karthane (rechts) in Wittenberge

Die Karthane mündet am Stadtrand von Wittenberge in die Stepenitz, die gut einen Kilometer weiter bei Kilometer 454,9 von rechts der Elbe zufließt. Die Mündungsbereiche von Karthane und Stepenitz werden als Wittenberger Stadthafen genutzt. Oberhalb des Hafens liegt ein Absperrbauwerk, durch das das Einströmen von Hochwasser in die Karthane verhindert werden kann. Im Hochwasserfall stellt das Schöpfwerk Garsedow die Vorflut der Karthane sicher. Das Schöpfwerk wurde 1980 mit einer Leistung von 17 Kubikmeter pro Sekunde gebaut; 2015 wurde die Leistung auf 12 Pumpen mit zusammen 18,2 Kubikmeter pro Sekunde erhöht.